# Jekuthiel Ginsburg
Pour les articles homonymes, voir Ginsburg.
Jekuthiel Ginsburg (né le 15 août 1889 à Lipniki , Volhynie, Empire russe et mort le 7 octobre 1957 à New York) est un historien des mathématiques américain. 

## Biographie
Ginsburg a immigré aux États-Unis en 1912 et a étudié les mathématiques à l'université Columbia avec une maîtrise en 1916. Il a ensuite été assistant du mathématicien David Eugene Smith au Teacher's College de l'université Columbia. Il a enseigné les mathématiques à partir de 1928 en tant que professeur à l'université Yeshiva (alors Yeshiva College) et à partir de 1935, il a dirigé la faculté de mathématiques. Lorsque l'Institut de mathématiques de l'Université Yeshiva a été fondé en 1952, il en est devenu le directeur. 
Ginsburg a été l'éditeur fondateur de la revue Scripta Mathematica en 1933. Il a intégré dans le comité éditorial de la revue d'importants historiens et mathématiciens tels que Abraham Adolf Fraenkel et Thomas Little Heath, ainsi que des femmes, comme Lao Simons et Vera Sanford.
En 1942, il a reçu un Dr. Sc. de l'université Columbia. En 1952, il a été élu membre de l'Académie des sciences de New York.

## Publications
- Ketavhim mivharim (hébreu), 1960 (sur les mathématiques juives)
- avec David Eugene Smith: History of Mathematics in America before 1900, MAA, Carus Mathematical Monographs, 1930, Archive
- avec David Eugene Smith: Numbers and Numerals, Columbia University Teacher's College 1937
- (en) Jekuthiel Ginsburg, Scripta Mathematica (Septembre 1932-Juin 1933), Kessinger Publishing, LLC, 2003 (ISBN 978-0766138353)
- Jekuthiel Ginsburg : “The Policy of Scripta Mathematica.” Scripta Math. 1 (1932), 1-2.
- (en) Jekuthiel Ginsburg, « On the Early History of the Decimal Point », American Mathematical Monthly, vol. 35, no 7,‎ août 1928, p. 347-349 (DOI 10.1080/00029890.1928.11986849)